# Ponto Spark

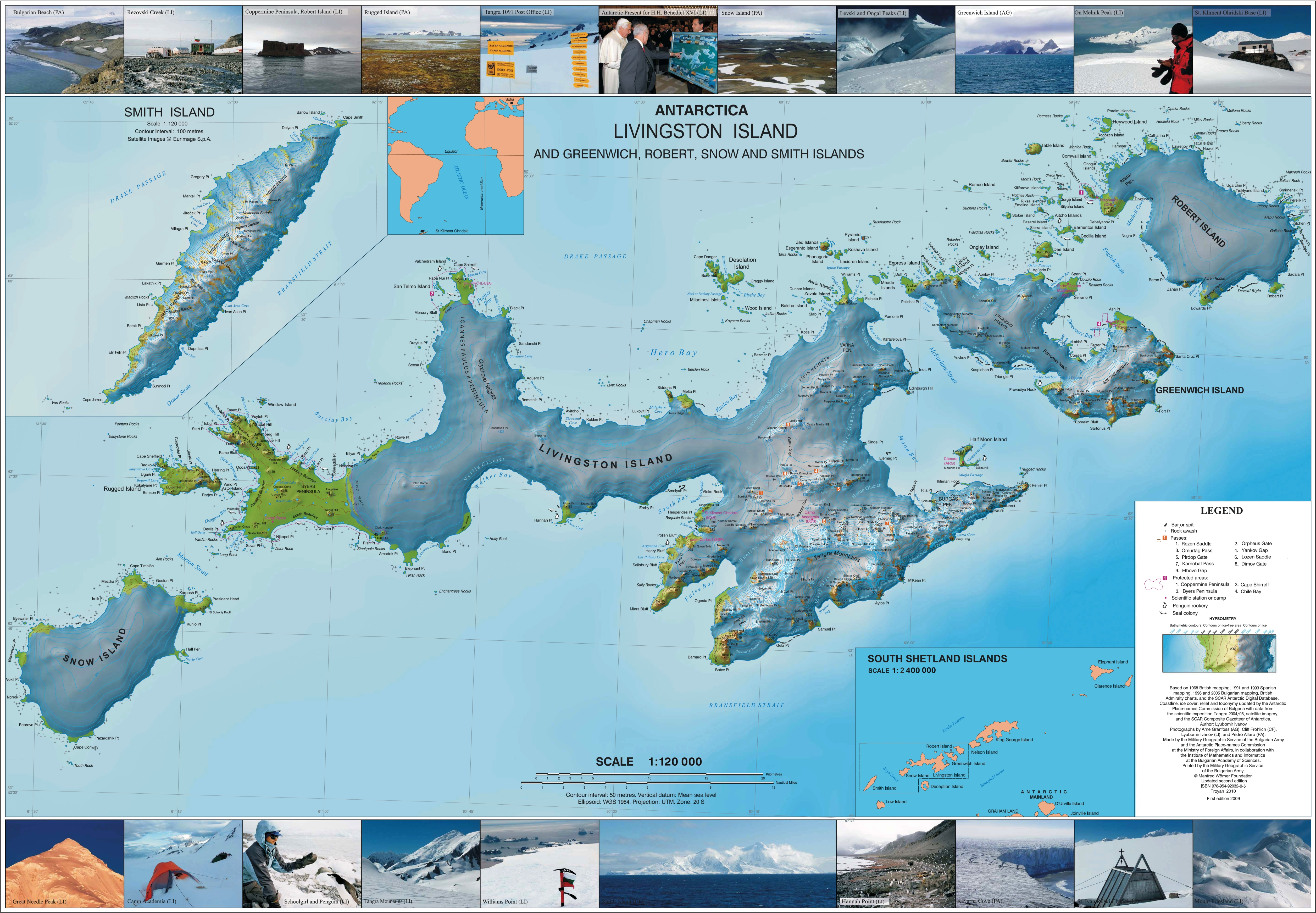
Mapa topográfico das Ilhas Livingston, Greenwich, Robert, Snow e Smith.

Ponto Spark, também Ponto Canto , é uma ponta rochosa, formando o lado noroeste da entrada para tanto Baía Discovery e Galápagos Cove, e a leste da entrada para Cova Jambelí, no nordeste da Ilha Greenwich nas Ilhas Chetland do Sul, Antártica. O ponto termina em uma notável monolítica formação e tem um adjacentes livres de gelo numa área de 164 hectares (410 acre(s)s). A área foi visitada pelo início do século XIX selantes.
O ponto recebeu o nome da escuna americana  de vedação Spark, que operou no vizinho Clothier , entre 1820 e 1821.

## Localização
O ponto e 62° 26′ 36,7″ S, 59° 43′ 35″ O.

## Mapa
- LL Ivanov et al. Antártica: Ilhas Livingston e Greenwich Island e Ilhas Shetland do Sul . Escala 1: 100000 mapa topográfico. Sofia: Comissão Antártica de Nomes de Lugares da Bulgária, 2005.